# Navy-Marine Corps Memorial Stadium
Navy-Marine Corps Memorial Stadium – stadion sportowy w Annapolis, w Stanach Zjednoczonych. Został otwarty 26 września 1959 roku. Może pomieścić 34 000 widzów. Obiekt należy do Akademii Marynarki Wojennej Stanów Zjednoczonych. Wykorzystywany jest przez drużyny futbolu akademickiego i lacrosse uniwersyteckiego klubu sportowego Navy Midshipmen, grają na nim również zawodnicy zespołu Chesapeake Bayhawks występującego w Major League Lacrosse.
Stadion pełni funkcję pomnika poświęconego osobom w służbie marynarki wojennej i Korpusu Piechoty Morskiej. Obiekt pełen jest tablic pamiątkowych poświęconych pamięci żołnierzy czy bitew stoczonych z udziałem U.S. Navy i Marines.

## Historia
W połowie lat 50. XX wieku zaczęto myśleć o budowie nowego stadionu dla drużyny futbolu akademickiego Navy Midshipmen reprezentującej Akademię Marynarki Wojennej Stanów Zjednoczonych. Dotychczasowy obiekt, użytkowany od 1912 roku Thompson Stadium, był już przestarzały i potrzebował następcy. Dzięki datkom udało się zebrać potrzebne do budowy 3 mln $. Prace ruszyły na początku 1959 roku. Otwarcie stadionu miało miejsce 26 września 1959 roku, a na inaugurację futboliści Navy Midshipmen pokonali zespół William & Mary Tribe reprezentujący College of William & Mary 29:2.
Stadion był jedną z aren turnieju piłkarskiego podczas Letnich Igrzysk Olimpijskich 1984. Rozegrano na nim sześć spotkań fazy grupowej tych zawodów. Na początku XXI wieku obiekt został zmodernizowany. W 2005 roku stadion gościł spotkania siódmej edycji kobiecych Mistrzostw Świata w lacrosse. Od 2009 roku na arenie swoje spotkania rozgrywają także zawodnicy zespołu Chesapeake Bayhawks występującego w Major League Lacrosse. Od roku 2013 stadion jest corocznym gospodarzem posezonowego meczu rozgrywek futbolu akademickiego, tzw. Military Bowl.